# Пища животного происхождения
Пища животного происхождения — это совокупность пищи, которую человек получает непосредственно от животных или в процессе её дальнейшей переработки. К пище животного происхождения относятся, в частности, мясо, рыба, морепродукты, моллюски, ракообразные, молоко, молочные продукты, мёд, яйца и икра.
Эти продукты являются источником биологически важных белков, насыщенных жиров, витаминов группы B, жирорастворимых витаминов, фосфора, а также усвояемого железа. Некоторые люди полностью или частично отказываются от пищи животного происхождения по собственному желанию или из-за наличия пищевой аллергии.

## Роль продуктов животного происхождения в питании
Пища животного происхождения является ключевым источником витамина B12, ибо в пище растительного происхождения этот витамин в усвояемых человеком формах отсутствует. Такие витамины, как B12, группы D и A, которые содержатся в продуктах животного происхождения, могут присутствовать в некоторых продуктах растительного происхождения. Например, тофу может заменить мясо (оба продукта содержат достаточное количество белка), некоторые виды морских водорослей и овощей, в частности комбу и капуста, способны заменить молоко (продукты содержат достаточное количество кальция). Цинк, в основном, представлен в продуктах животного происхождения. В растительной пище он встречается довольно редко. Исключение составляют семена тыквы и кунжута.
Отказ от пищи животного происхождения может быть вызван ввиду культурных или религиозных причин. В этом случае необходимо поддерживать оптимальный уровень питательных веществ посредством пищевых добавок. Чаще всего, у вегетарианцев наблюдается нехватка питательных веществ в организме не из-за отсутствия продуктов животного происхождения в их рационе, а из-за недостаточного количества употребляемых продуктов растительного происхождения-аналогов пище животного происхождения. Следовательно, возможно придерживаться здоровой диете, которая включает в себя все необходимые макро и микроэлементы, употребляя лишь продукты растительного происхождения (например, витамин B12 можно получать из биологически активных добавок, в том случае если продукты животного происхождения вообще не входят в рацион).
Большинство людей придерживаются сбалансированному рациону питания, который включает в себя продукты и животного и растительного происхождения и соответствует всем потребностям конкретного организма и его затратам энергии. Тем не менее далеко не у всего населения есть возможность получать все жизненно важные питательные вещества, особенно те, которые содержатся в продуктах животного происхождения.

## Последствия недостатка питательных веществ
Такие питательные вещества как витамин А, В12, рибофлавин, кальций, железо и цинк, которые содержатся в большом количестве в пище животного происхождения, играют ключевую роль в росте и развитие детей. Недостаточный запас или же напротив избыток этих веществ в организме может спровоцировать замедленное развитие, анемию (железодефицитная анемия или макроцитарная анемия), рахит, никталопию, нарушение когнитивных функций, ослабление работоспособности и психические расстройства. Некоторые из этих последствий, например нарушение когнитивных функций из-за нехватки железа в организме, могут даже привести к летальному исходу.

## Влияние производства пищи животного происхождения на окружающую среду
Согласно инициативе Организации Объединенных Наций от 2006 года, животноводство является одним из ключевых факторов негативного влияния на окружающую среду во всем мире. Как следствие, происходит большой выброс парниковых газов в атмосферу, загрязнение воздуха и воды, изменение климата, а также чрезмерное использование природных ресурсов. Поэтому, употребление пищи преимущественно растительного происхождения могло бы отразиться на состоянии окружающей среды более благоприятно. «Воздействие сельского хозяйства на окружающую среду, как ожидается, существенно возрастет в связи с ростом численности населения и увеличением потребления продуктов животного происхождения. В отличие от ископаемых видов топлива, трудно найти альтернативу еде: люди должны есть. Уменьшение воздействия будет возможно только при существенном изменении питания во всем мире, уменьшении доли продуктов животного происхождения в рационе человека».
Несмотря на это, выращивание определенных видов животных может быть экологичным. Согласно выводу организации «Фараллонский институт передовых исследований экосистем» от 1976 года, выращивание кроликов и цыплят для дальнейшего потребления их в пищу не оказывает на окружающую среду существенного негативного влияния. Кроме того, выращивание коз (как для молока, так и для мяса) также не причиняет вреда состоянию окружающей среды и одобрено некоторыми организациями по защите природы.